# Partito Unito dei Lavoratori (Dominica)
Il Partito Unito dei Lavoratori (in inglese United Workers' Party, UWP) è un partito politico centrista dominicense.

## Risultati elettorali
| Anno | Voti   | Seggi  |
| ---- | ------ | ------ |
| 2000 | 15 555 | 9 / 21 |
| 2005 | 16 529 | 8 / 21 |
| 2009 | 12 606 | 3 / 21 |
| 2014 | 17 479 | 6 / 21 |
| 2019 | 16 299 | 3 / 21 |